# GlassFish Metro
Metro es una pila de servicios web open source que es parte del proyecto GlassFish (pez de cristal), aunque puede usarse en una configuración independiente (stand-alone).  Entre los componentes de Metro se incluyen JAXB RI, JAX-WS RI, SAAJ RI, StAX (implementación de SJSXP), y WSIT.  Está disponible bajo licencias CDDL y GPLv2 (con excepción classpath)
El programa está patrocinado por Sun Microsystems.

## Historia
Originalmente, el proyecto Glassfish project desarrolló dos proyectos semiindependientes:
- JAX-WS RI, la implantación de referencia de la especificación JAX-WS
- WSIT, una implementación Java de algunos de las WS-* y soporte mejorado para interoperabilidad con el .NET Framework. Se basa en JAX-WS RI como "Web Service layer" (capa de servicio Web).

En junio de 2007, se decidió fusionar estos dos componentes en uno sólo llamado Metro Archivado el 26 de septiembre de 2009 en Wayback Machine..

## Cuota de mercado
Metro se incluye con Java SE 6 para permitir a los usuarios de Java Platform Standard Edition 6 consumir servicios Web 
Metro viene incluido con numerosos servidores de aplicaciones  tales como:
- GlassFish
- Sun Java System Application Server  Platform Edition 9.x
- Oracle WebLogic Server
- JBoss (solamente versión 5.x y siguientes)
- TmaxSoft JEUS 6.x

La implantación de referencia JAXB desarrollada para Metro se usa en casi cualquier framework de servicio web Java (Apache Axis2, Codehaus XFire, Apache CXF) y servidores de aplicaciones.

## Funcionalidades
Metro se compara bien (es comparable) con otros frameworks de servicio web en términos de functionalidad. Codehaus ofrece una comparación en , la cual compara Apache Axis 1.x, Axis 2.x, Celtix, Glue, JBossWS, Xfire 1.2 y JAX-WS RI + WSIT (este último es Metro, pero dicho paquete de software aún no se llamaba así).